# Billingsfors
Billingsfors is een plaats in de gemeente Bengtsfors in het landschap Dalsland en de provincie Västra Götalands län in Zweden. De plaats heeft 1195 inwoners (2005) en een oppervlakte van 233 hectare.

## Verkeer en vervoer
Bij de plaats loopt de Länsväg 164/Länsväg 172.